# Pont mycénien de Kazarma
Le pont mycénien de Kazarma est situé en Argolide, dans le Péloponnèse, Grèce, sur la route qui relie Mycènes et Tirynthe à Épidaure. Il est visible à quelques dizaines de mètres au nord de la route moderne, à hauteur du kilomètre 15. Il est toujours en service et sert encore aujourd'hui à la circulation locale et agricole.

## Trois ponts mycéniens
Partant de Nauplie, trois ponts mycéniens sont encore conservés sur cette route : depuis une hauteur, un premier pont permet d'apprécier pleinement la largeur de la route mycénienne, qui pouvait facilement livrer passage aux chars de guerre de l'époque ; le second, beaucoup plus connu, est le pont de Kazarma ; le troisième pont, situé près du village d'Arkadikó, est en très mauvais état.

## Historique

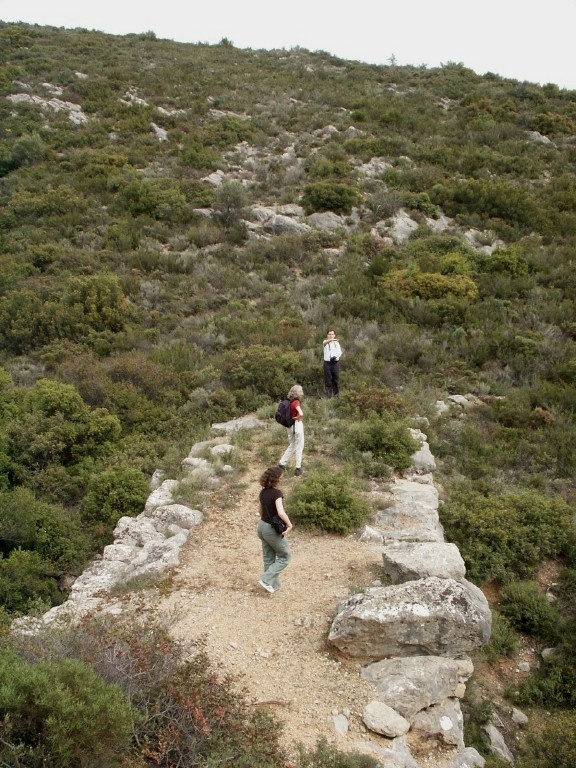
Autre pont mycénien, sur la même route, plus près de Nauplie.

Ces ponts furent probablement construits vers -1300, à l'époque de la civilisation mycénienne (âge du bronze), et plus précisément, de l'helladique IIIb (env. -1340/-1200). La route reliait les grandes cités mycéniennes de Mycènes, Argos et Tirynthe au port de Paleá Epídavros. Ces trois ponts continuent d'être utilisés à l'époque antique, des âges obscurs à l'époque romaine, et même après. En effet, ils sont encore utilisés de nos jours.

## Description
Les trois ponts, de technique semblable, sont constitués d'une voûte en encorbellement de gros blocs calcaires en appareil cyclopéen empilés sans aucun liant, tout à fait caractéristiques des constructions mycéniennes, telles qu'on peut encore les voir à Mycènes, Tirynthe, Gla et autres forteresses contemporaines. Ces ponts figurent donc parmi les plus anciens connus au monde.